# Alien (ソフトウェア)
Alienはジョイ・ヘス(Joey Hess)によって作成された、異なるLinuxパッケージの間で相互変換を行うプログラムである。

## 特徴
AlienはLinux Standard Base、RPM、deb、Stampede (.slp)、Solaris (.pkg)そしてSlackware (.tgz)各パッケージ間の相互変換をサポートしている。また生成されたパッケージを自動でインストールしたり、同様に各パッケージアーカイブ内に含まれるインストレーション用のスクリプトも変換しようと試みる。この後者の機能は各Linuxディストリビューションがそれぞれ著しく異なっている故注意が必要で、Alienにより自動的にフォーマットを変換したインストールスクリプトを使用することはシステムの破壊につながる可能性がある。

## 使用法
Alienの使用例:
# alien --to-rpm --scripts ./mypkg.deb 
これは、preinst、postinst、prerm、postrmスクリプトを含むDebianパッケージ(deb)のmypkg.debからRPMパッケージのmypkg.rpmへと変換するコマンドである。